# Lethal Company
Lethal Company (с англ. — «Смертельная компания») ― кооперативная компьютерная игра в жанре survival horror, созданная разработчиком-одиночкой под псевдонимом Zeekerss. Игра рассчитана на команду до четырёх игроков. Управляемые ими персонажи, сотрудники компании Halden Electronics, посещают заброшенные промышленные луны, где им угрожают разного рода опасности, ловушки и монстры. В каждой игровой сессии игроки разыскивают металлолом в процедурно сгенерированных комплексах, пытаясь донести его до корабля. Журналист IGN Гэбриел Мосс отметил, что хоррор-элементы «повышают ставку ужаса», однако в игре почти нет сюжета, и у неё плохая графика. Игра была выпущена для Windows в ранний доступ в 2023 году.

## Игровой процесс
Игра относится к жанру хоррор и является кооперативной, количество игроков — до 4-х человек. По состоянию на начало декабря 2023 года игра находится в раннем доступе. В начале игровой сессии игрокам даются квота и время на её выполнение (3 внутриигровых дня). На протяжении этих трёх дней игроки должны вылетать на различные луны, собирать предметы, разбросанные в процедурно генерируемых промышленных комплексах, доставлять их к кораблю и при достижении квоты продавать на луне «Компании». Если игроки не справились с выполнением квоты до дедлайна, их ждёт «увольнение» (в открытый космос). Во всех лунных комплексах игрокам мешают различные монстры (с наступлением ночи или при пребывании лун в состоянии «затмения» монстры будут появляться и за пределами комплексов). Деньги с продажи предметов можно потратить на покупку нового оборудования для игроков или их корабля: например, фонариков или громкого гудка, который можно активировать с корабля для сигнала об эвакуации или помощи в нахождении корабля. Если игрок умер, он воскреснет на космическом корабле на следующий игровой день. Место в инвентаре ограничено четырьмя слотами. Каждый предмет занимает по одному слоту. Все предметы обладают массой, что замедляет игроков. В игре представлено холодное и огнестрельное оружие, например, дорожный знак или дробовик. В игре реализована возможность общения через пространственный голосовой чат, в том числе с помощью рации. Один и более игроков может остаться на корабле и ориентировать других при помощи монитора с местоположением металлолома и монстров недалеко от игроков в комплексе, а также открывать в нём заблокированные двери или выключать турели и мины при помощи терминала.
В игре представлено восемь лун трёх уровней сложности, на которые приземляется корабль с игроками. За высадку на наиболее сложные и прибыльные луны игрокам нужно заплатить внутриигровой валютой. На каждой карте имеется подземный комплекс, состоящий из лабиринтов. Погода на карте и её состояние, расположение комнат в лабиринтах, места появления врагов и расположение собираемых предметов случайны. Игрокам приходится сталкиваться с разными типами монстров: например монстрами наподобие плачущих ангелов (двигаются, когда на них не смотрят). Монстры различаются по поведению и уровню опасности, их могут привлечь звуки, издаваемые игроками, включая общение по голосовому чату. В подземных комплексах почти полностью отсутствует освещение, для навигации по ним можно использовать заранее купленный фонарь с ограниченным запасом энергии, так же способный привлекать монстров.

## Восприятие
| Иноязычные издания | Иноязычные издания |
| Издание            | Оценка             |
| ------------------ | ------------------ |
| IGN                | 7/10               |

Журналист Гэбриел Мосс отмечает, что игра наполнена хаосом, что делает её интересной. Однако в Lethal Company почти нет сюжета. Прогресс в игре практически ни к чему не приводит, а информация не передаётся между файлами сохранения. Игроку часто приходится начинать с начала, если он вышел из лобби. В игре нет микротранзакций. Мосс указывает, что Lethal Company вызывает ощущение чуда и чувство напряжённости, что журналист сравнивает с ранними версиями Minecraft, что вызвано открытостью, непредсказуемостью и вариативностью игрового мира. По мнению журналиста, больше всего удовольствия от игры приносит работа в команде: планирование миссии, исполнение плана и моменты столкновения с противниками, когда изначальная стратегия нарушается, что заставляет игроков быстро приспосабливаться к новым условиям. Мосс называет боевую систему игры невыносимой, а атмосферу ― «глубоко тревожной», что вызвано темнотой игровой карты. Из-за плохой графики некоторые напряжённые моменты игры становятся более комедийными. К примеру, текстура монстра может проваливаться сквозь текстуры карты. По мнению Мосса, элементы ужаса (крики игроков, звуки монстров), а также голосовой чат, основанный на трёхмерных аудиоэффектах «повышают ставку ужаса».
В ноябре 2023 года игра заняла высшее место в рейтинге релизов Steam, обойдя Resident Evil 4 и Baldur's Gate 3. В ноябре 2023 года количество игроков варьировалось от 42055 до 184015 человек, а на категорию игры в сервисе Twitch приходилось 38300 просмотров.